# Julius Einödshofer
Julius Einödshofer   (Viena, 10 de febrer de 1863 - Berlín, 17 d'octubre de 1930) fou compositor i director d'orquestra alemany.
Estudi al conservatori de la Societat d'Amics de la Música de Viena. El 1892/1905 director i compositor del teatre Skala de Berlín, després va recórrer Alemanya amb la seva pròpia orquestra. El 1910/1914 a la temporada d'estiu va dirigir l'orquestra del balneari de Heringsdorf.
Autor de nombroses operetes i comèdies musicals escenificades a Berlín del 1884 al 1927. Alguns d'ells van ser escrits en col·laboració amb el famós llibretista Julius Freund, incloent la mateixa. Das Paradies der Frauen, que en 1898 va tenir lloc la inauguració del teatre de Berlín "Metropol". A més, Einödshofer va pertànyer a la música durant una part significativa de les actuacions de ballet sobre gel (en alemany: Ausstattungsballetts auf dem Eise) al teatre de Berlín Admiralspalast (1911/1921), l'orquestra de la qual va dirigir tots aquests anys. Els darrers anys de la seva vida, va exercir de president de l'associació de teatre de Berlín "Kapellmeister".
Va morir a conseqüència d'un atac de cor.